# Irondale (Ohio)
Irondale és una vila dels Estats Units a l'estat d'Ohio. Segons el cens del 2000 tenia 418 habitants.

## Demografia
Segons el cens del 2000, Irondale tenia 418 habitants, 154 habitatges, i 111 famílies. La densitat de població era de 115,3 habitants/km².
Dels 154 habitatges en un 39% hi vivien nens de menys de 18 anys, en un 55,8% hi vivien parelles casades, en un 9,7% dones solteres, i en un 27,9% no eren unitats familiars. En el 24,7% dels habitatges hi vivien persones soles el 13,6% de les quals corresponia a persones de 65 anys o més que vivien soles. El nombre mitjà de persones vivint en cada habitatge era de 2,71 i el nombre mitjà de persones que vivien en cada família era de 3,24.
Per edats la població es repartia de la següent manera: un 28,9% tenia menys de 18 anys, un 9,6% entre 18 i 24, un 28,9% entre 25 i 44, un 17,7% de 45 a 60 i un 14,8% 65 anys o més.
L'edat mediana era de 35 anys. Per cada 100 dones de 18 o més anys hi havia 99,3 homes.
La renda mediana per habitatge era de 27.344 $ i la renda mediana per família de 30.469 $. Els homes tenien una renda mediana de 25.417 $ mentre que les dones 26.250 $. La renda per capita de la població era de 12.147 $. Aproximadament el 16,2% de les famílies i el 20,5% de la població estaven per davall del llindar de pobresa.

## Poblacions properes
El següent diagrama mostra les poblacions més properes.